# Opisthopsis panops
Opisthopsis panops é uma espécie de formiga do gênero Opisthopsis, pertencente à subfamília Formicinae.